# Uladzímir Ignátik
Uladzímir Ignátik (en bielorruso: Уладзімір Ігнацік; en ruso: Владимир Игнатик; nacido el 14 de julio de 1990 en Minsk, Bielorrusia) es un tenista profesional, raqueta N.º 1 de su país en individuales.

## Carrera

### Carrera juvenil
Igantik fue clasificado como el número uno junior en el mundo en junio de 2007, después de ganar el título en individuales junior el Torneo de Roland Garros 2007, y luego terminó subcampeón en el Campeonato de Wimbledon 2007. Posteriormente cae derrotado en los cuartos de final del Abierto de Estados Unidos 2007.

## 2008
En este año aparecen los primeros títulos. En el mes de enero, realiza una gira victoriosa por Estados Unidos, ganando el torneo future USA F2 en individuales y el USA F3 en dobles. Más tarde en junio obtiene el Torneo Bielorrusia F1 en individuales.

## 2009
Ignátik continuó jugando Futures en 2009. En junio Ignátik ganó su primer torneo Futures en Polonia (Polonia F3). Dos meses más tarde repite obteniendo el torneo Polonia F4. Dos semanas más tarde ganó otra Futures en Turquía, y la semana siguiente ganó otro en España. Después de esta victoria Ignátik se clasificó en el top 300, y comenzó a participar en algunos torneos de nivel Challenger. En noviembre se hace campeón en el Challenger de Toyota (Aichi). Terminó el año como 192 en el mundo.

## 2010
Ignátik comenzó el año jugando en el circuito de Futures de nuevo, con poco éxito. Después de esto, volvió a jugar en la gira Challenger. En la Copa Davis, Ignátik perdió sus dos partidos de individuales contra Italia.

## 2011
Ignátik ganó el Challenger de Guangzhou, derrotando en la final al ruso Alexandre Kudryavtsev 6–4, 6–4 en la final.

## 2012
En este año vuelven los éxitos. En individuales gana el torneo future Alemania F8 y en octubre el Challenger de Tashkent. En modalidad de dobles obtiene 3 torneos challengers y un future.

## Títulos Challenger; 8 (4+4)
| Leyenda               | Individuales | Dobles |
| --------------------- | ------------ | ------ |
| ATP Challenger Series | 4            | 4      |

### Individuales (4)
| N.º | Fecha      | Torneo                              | Superficie  | Oponentes             | Resultado           |
| --- | ---------- | ----------------------------------- | ----------- | --------------------- | ------------------- |
| 1.  | 29.11.2009 | Challenger de Toyota (Aichi), Japón | Carpeta (i) | Tatsuma Ito           | 7–6(7), 7–6(3)      |
| 2.  | 20.03.2011 | Challenger de Guangzhou, China      | Dura        | Alexander Kudryavtsev | 6–4, 6–4            |
| 3.  | 14.10.2012 | Challenger de Tashkent, Uzbekistán  | Dura        | Lukáš Lacko           | 6–3, 7–6(3)         |
| 4.  | 29.01.2017 | Challenger de Rennes, Francia       | Dura (i)    | Andrey Rublev         | 6–7(6), 6–3, 7–6(5) |

### Dobles (4)
| N.º | Fecha      | Torneos                                       | Superficie       | Pareja            | Oponentes                            | Resultado           |
| --- | ---------- | --------------------------------------------- | ---------------- | ----------------- | ------------------------------------ | ------------------- |
| 1.  | 04.04.2010 | Challenger de Saint-Brieuc, Francia           | Tierra batida(i) | David Marrero     | Brian Battistone Ryler DeHeart       | 4–6, 6–4, [10–5]    |
| 2.  | 26.02.2012 | Challenger de Wolfsburg, Alemania             | Carpeta (i)      | Laurynas Grigelis | Tomasz Bednarek Olivier Charroin     | 7–5, 4–6, [10–5]    |
| 3.  | 04.03.2012 | Challenger de Cherburgo-Octeville, Francia    | Dura (i)         | Laurynas Grigelis | Dustin Brown Jonathan Marray         | 4–6, 7–6(9), [10–0] |
| 4.  | 08.09.2012 | Challenger de Saint-Rémy-de-Provence, Francia | Dura             | Laurynas Grigelis | Jordi Marsé-Vidri Carles Poch-Gradin | 6–7(4), 6–3, [10–6] |